# Rafalskia olympica
Rafalskia olympica is een hooiwagen uit de familie echte hooiwagens (Phalangiidae).